# Sheridan megye (Wyoming)
Sheridan megye az Amerikai Egyesült Államokban, azon belül Wyoming államban található. Megyeszékhelye és legnagyobb városa Sheridan. Lakosainak száma 30 921 fő (2020. április 1.). Sheridan megye Big Horn, Powder River, Campbell, Johnson és Big Horn megyékkel határos.

## Népesség
A megye népességének változása:
| Lakosok száma | 29 145 | 29 293 | 29 603 | 29 824 | 30 009 | 30 921 |
|               | 2010   | 2011   | 2012   | 2013   | 2015   | 2020   |